# Somdev Devvarman
Somdev Devvarman (también conocido como Somdev Dev Varman) es un extenista indio nacido en 1985, en la localidad de Assam, en la India, pero que actualmente vive en Virginia, Estados Unidos. Precisamente con la universidad de Virginia se proclamó bicampeón de la NCAA en la modalidad individual. En 2007 ganó a John Isner de los Georgia Bulldogs, en un partido dramático que se llevó el indio por 7-6(7), 4-6, y 7-6(2) y en 2008 hizo lo propio con John Patrick Smith, de Tennessee, al que batió por 6-3 y 6-2. Es conocido como "The Bar Man" y tiene un golpe de derecha que es llamado "Falafel shot". Es uno de los jinetes del sitio especializado "Ojo de Halcón", uno de los más grandes referentes en idioma español del tenis.

## Resultados profesionales
A inicios de 2008, Devvarman consiguió la victoria en los futures de Wesley Chapel, Rochester y Pittsburgh (además debutó ante Uzbekistán en la Copa Davis), pertenecientes al circuito ATP, aunque en 2004, había ganado ya un torneo de esta modalidad, en Calcuta, India. A finales de julio, Devvarman sorprendió a todos, y se hizo con el título en el challenger de Lexington, ganando desde la previa, y eliminando a jugadores de la talla de Bobby Reynolds, Xavier Malisse o Robert Kendrick, a este último, en la final. La semana siguiente, cayó en cuartos del VanOpen, de categoría challenger, ante el nipón Go Soeda.
En agosto, pasó la fase previa en el torneo ATP de Washington, ganando a Warburg, Baker y Soeda, antes de acceder al cuadro final. En la fase final del torneo, batió a Taylor Dent y a Robert Kendrick, antes de caer en cuartos de final, ante el ruso Ígor Kunitsyn.
A inicios de septiembre, jugó el torneo de Bucarest, cayendo ante Nicolás Almagro en 1.ª ronda, habiendo ganado en la previa a un top-100 como Filippo Volandri.
Luego se desplazó hasta Rumanía para jugar la eliminatoria de ascenso al Grupo Mundial de la Copa Davis, pero el conjunto indio cayó 4-1, perdiendo Devvarman sus partidos ante Victor Hanescu y Victor Crivoi (este último ya con la eliminatoria decidida).
Siguió jugando challengers en Estados Unidos hasta final de año, consiguiendo como mejor resultado la final en el challenger de Knoxville, donde ganó a jugadores como Jesse Levine o Bobby Reynolds, antes de caer ante Robert Kendrick. Finalizó el año 2008 en la posición número 204 del ranking ATP.
En el apartado de dobles, suele hacer pareja con el filipino Treat Huey, antiguo compañero en la universidad de Virginia, y con el que comparte entrenador (Jacek Wolicki). Como mejores resultados tienen las victorias en los futures de Wesley Chapel, Rochester y Pittsburgh. También cabe destacar la final en el challenger de Calabasas junto al tenista australiano Nathan Healey y las semifinales en el torneo de Champaign junto al sudafricano Izak Van der Merwe.
Comenzaba el año 2009 para el hindú en el torneo de Chennai, un Open 250 puntuable para el Circuito ATP. Somdev había sido invitado por la organización para disputar el cuadro final del torneo. En 1.ª ronda se deshizo del norteamericano Kevin Kim (6-3 y 6-3), en 2.ª ronda derrotó al dos veces campeón del torneo y leyenda viva en Chennai, el español Carlos Moyá por un tanteo de 4-6, 7-5 y 6-4. Tras este gran triunfo, en cuartos de final se vio las caras con el cuarto favorito y número 25 del mundo, el gigante croata Ivo Karlović, al que batió por 7-6(4) y 6-4. Toda la India estaba pendiente de su partido de semifinales ante Rainer Schuettler, pero tras la disputa de la primera semifinal, se anunció que el alemán no se presentaría a su partido ante Devvarman al estar lesionado y por lo tanto daba Walkover. Devvarman disputó su primera final ATP ante el joven croata Marin Čilić, en donde pese a contar con el apoyo del público local, cayó por 6-4 y 7-6(3) en un partido que duró casi dos horas. Tras este torneo, Devvarman se situará por primera vez en su carrera en el Top-160 de la ATP.
Ya como Top-200 de la ATP, Somdev intentó sin éxito acceder a los cuadros finales de distintos torneos ATP como San José y Delray Beach, así como del Open de Australia, donde ganó en 1.ª ronda a su compatriota Prakash Amritraj, para luego caer ante el polaco Lukasz Kubot. Tras esos malos resultados, Devvarman era convocado para jugar la Copa Davis en su país, y así quitarse la espina que tenía clavada de la última eliminatoria ante Rumanía, donde perdió sus dos partidos de individuales.
Enfrente estaba el equipo de Taiwán, comandado por todo un Top-60 como Yen-Hsun Lu, y que también contaba con el prometedor junior Tsung-Hua Yang. En el primer día de competición, Devvarman ganó al n.º 2 del equipo taiwanés, Ti Chen por 7-5, 6-4 y 6-4. Por su parte Lu cerraba la jornada ganando en 3 sets a Rohan Bopanna. El sábado, Bhupathi/Paes pusieron por delante a los indios al ganar en 4 sets a Yang/Yi, y en el primer partido del domingo, Devvarman conseguía una gran victoria ante "Rendy" Lu en 3 sets (6-1, 6-2 y 6-3).